# Platges de Portiella i Puertochico
Les platges de Portiella i Puertochico són platges aïllades en forma de petxina, estan situades en el concejo asturià de Cudillero i pertanyen a la localitat de Oviñana i estan separades únicament per un espigó natural, de roca. Ambdues presenten vegetació i estan catalogades com a Paisatge protegit, ZEPA i LIC, i s'emmarca en la Costa Occidental d'Astúries.

## Descripció
La platja de Puertochico està més abrigada que la seva veïna Portiella i al costat d'ell hi ha una cetàrea o viver de marisc, que aboca les seves aigües al costat del propi espigó. El jaç d'ambdues té petites zones de sorres clares i gra mitjà. Per la seva situació, els graus d'ocupació i urbanització són baixos.
Per localitzar les platges cal fer-ho primer amb el poble més proper: Oviñana i des d'aquest mateix nucli urbà es va en direcció a Portiella, que està indicada immediatament després de passar l'església. La carretera acaba al costat de la cetàrea indicada, en primera línia de platja de Portiella i es pot passar caminant a Puertochico per mitjà d'unes escales realitzades al final de Portiella. Des de Puertochico poden veure's una part dels illots i punta de «El Gavilán». Té una desembocadura fluvial i es pot portar mascota i no té cap servei. Les activitats més recomanades són la pesca submarina i la d'esbarjo a canya. A causa de l'existència de la cetàrea citada, hi ha un cert trànsit de camions pel que cal prendre precaucions a l'hora d'aparcar per evitar molèsties.